# Requiem pour Gringo
Pour plus de détails, voir Fiche technique et Distribution.
Requiem pour Gringo (Réquiem para el gringo) est un western spaghetti hispano-italien sorti en 1968, réalisé par Eugenio Martín et José Luis Merino.

## Synopsis
Un vieux chasseur de primes, privé du soutien de ses amis, profite d'une éclipse solaire pour se débarrasser du groupe de hors-la-loi de la ville de Carranza.

## Fiche technique
- Titre français : Requiem pour Gringo[1]
- Titre original espagnol : Réquiem para el gringo
- Réalisation : Eugenio Martín et José Luis Merino
- Scénario : Arrigo Colombo, Enrico Colombo, María del Carmen Martínez Román
- Musique : Angelo Francesco Lavagnino
- Production : Berto Solino, Enrico Colombo et Maria-Angel Coma-Borras pour Prodimex Film et Hispamer Films[1]
- Pays de production :  Espagne,  Italie
- Genre : western spaghetti
- Durée : 86 min
- Dates de sortie :
  - Espagne : 1968
  - France : 30 avril 1969[1]

## Distribution
- Lang Jeffries : Ross Logan
- Femi Benussi : Alma
- Fernando Sancho : Porfirio
- Carlo Gaddi : Ted
- Rubén Rojo (es) : Tom
- Aldo Sambrell : Charly
- Carlo Simoni (it) : Dan
- Marisa Paredes : Nina
- Giuliana Garavaglia : Lupe